# Povzetek glavnih značilnosti zdravila
Povzetek glavnih (temeljnih) značilnosti zdravila (SPC ali SmPC, angl. Summary of Product Characteristics) je dokument, ki se nanaša na določeno lastniško zdravilo in je nujna priloga dokumentaciji za pridobitev dovoljenja za promet z zdravilom (vsebuje ga 1. modul Skupnega tehničnega dokumenta). Medtem ko je navodilo za uporabo vir informacij za bolnika, je povzetek glavnih značilnosti zdravila glavni vir informacij o zdravilu za strokovno javnost (zdravnike, farmacevte). Glavne značilnosti so ime zdravila, sestava, farmacevtska oblika, klinični podatki (indikacije, odmerjanje in način uporabe, kontraindikacije, posebna opozorila in previdnostni ukrepi, medsebojno delovanje z drugimi zdravili, uporaba v nosečnosti in med dojenjem, vpliv na sposobnost upravljanja vozil in strojev, neželeni učinki, ukrepi v primeru prekomernega odmerjanja), farmakološke lastnosti (farmakodinamične, farmakokinetični in predklinični podatki), farmacevtski podatki (seznam pomožnih snovi, inkompatibilnosti, informacije o shranjevanju, roku uporabnosti, ovojnini in vsebini ter o ukrepih pri odstranjevanju zdravila), imetnik in številka dovoljenja za promet ter datum zadnje revizije besedila.